# Burgstall Buchhausen
Der abgegangene Burgstall Buchhausen liegt im Ortsteil Buchhausen der Gemeinde Schierling im Oberpfälzer Landkreis Regensburg von Bayern.

## Geschichte
Buchhausen erscheint bereits im 9. Jahrhundert in einer Königsurkunde und in den Traditionen des Klosters St. Emmeram als Buochusa oder Puohhusa (datiert ca. 875–882). Eine Burg wird dabei aber nicht genannt. Es lassen sich aber nach dem Ort benannte Personen finden, die dem niederen Dienstadel zuzurechnen sind. Als solche treten auf: Isinric de Buhhusin (ca. 1120–1126), Wernhart de Buchusen (ca. 1130–1140), Gotsalc de puchusen (um 1145) und  Roudolfus de Pouchusen (1181). Im Spätmittelalter sind hier Besitzungen vor allem des Klosters Prüll nachzuweisen.
Ein Dietricus de Povchusen wird aber anlässlich einer päpstlichen Bestätigung der Neugründung von Kloster Oberalteich im Jahr 1126 genannt. Dieser Zeuge steht an der Spitze einer Gruppe, die als Adelige (nobiles viri) bezeichnet werden. Um 1180 erscheint nochmals ein freier Adeliger namens Arnolt de Bouchhusen, der mit den ihm unterstehenden Rittern Heinrich und Dietrich dem Kloster Oberaltaich die Übergabe eines Hofes bezeugt. Dieser Arnold hat mit seinen Söhnen Dietrich und Arnold über den Grafen Konrad von Roning und Altmann von Siegenburg dem Stift Rohr zwei Güter zukommen lassen. Wenn nun also ein Adelsgeschlecht (mit eigener Ritterschaft) zu Buchhausen bezeugt ist, so liegt es nahe, auch auf eine Burg in dem Ort zu schließen. Dieser Buchhausener Adel ist ab der zweiten Hälfte des 12. Jahrhunderts nicht mehr nachweisbar.

## Lokalisierung
Östlich des Dorfes Buchhausen wurde auf einer Hügelkuppe eine Befestigungsanlage gefunden. Aufgrund ihrer geringen Größe kann eine frühgeschichtliche Wallanlage ausgeschlossen werden. Das sich dort befindliche Plateau ist im Westen durch den Steilhang des Deggenbachtales und im Süden durch einen hohlwegartigen Einschnitt geschützt. An der Südostflanke begrenzt eine bis zu 3 m hohe Böschung die Anlage, nach Osten hin verläuft das Gelände in einem sanften Hang aus. Besondere Befestigungsspuren sind im Gelände nicht mehr vorhanden.